# 940

## Догађаји
- Племе Полана започиње изградњу следећих утврђених насеља (Гиецз, Бнин, Лад, Гњезно, Познан, Грзибово и Остров Ледницки) у Великој Пољској. Династија Пјаста под војводом Сјемомислом преузима контролу над другим групама Полана дуж Горње Висле и успоставља своју власт око Гиеча.
- 25. март – Таира но Масакадо, самопроглашени „нови цар“, потчињен је од стране локалних ривала који су се супоротставили његовој владавини. Његове снаге су поражене од његовог рођака Таира но Садаморија у провинцији Шимоса. Масакадову главу враћају цару Сузакуу у Токију.
- Садиа Гаон, јеврејски рабин и филозоф, саставља свој Сидур (јеврејски молитвеник) на арапском и синагогалној поезији у савременом Ираку.